# ↅ
Cette page contient des caractères spéciaux ou non latins. S’ils s’affichent mal (▯, ?, etc.), consultez la page d’aide Unicode.
Ne doit pas être confondu avec le koppa cyrillique ‹ Ҁ ҁ ›, le koppa numéral grec ‹ Ϟ ϟ › ou le stigma grec.
ↅ, appelé chiffre romain six forme tardive, est un symbole numérique de l’écriture latine utilisée dans des inscriptions épigraphiques ou manuscrits latins pour le chiffre six.

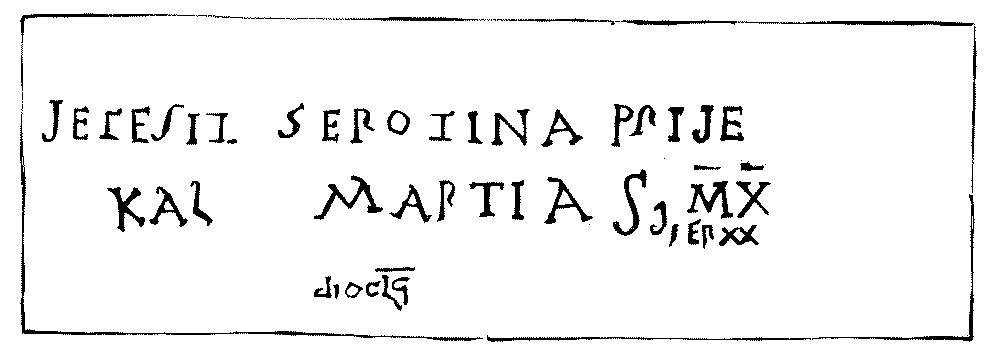
Facsimile d’une inscription latine du IIIe siècle avec le chiffre ↅ : Decesit Serotina pride
Kal. Martias m(ensium) X, dier(um) XX,
Diocl(etiano) ↅ [consule]'.

## Utilisation
Le ↅ est utilisé comme chiffre 6 à partir du IIe siècle, en particulier dans des inscriptions chrétiennes, et est utilisé jusqu’au Moyen Âge dans plusieurs manuscrits. Son origine est incertaine, pouvant provenir d’une ligature VI selon Cagnat ou, plus probablement, emprunté au grec comme forme de stigma (Ϛ).

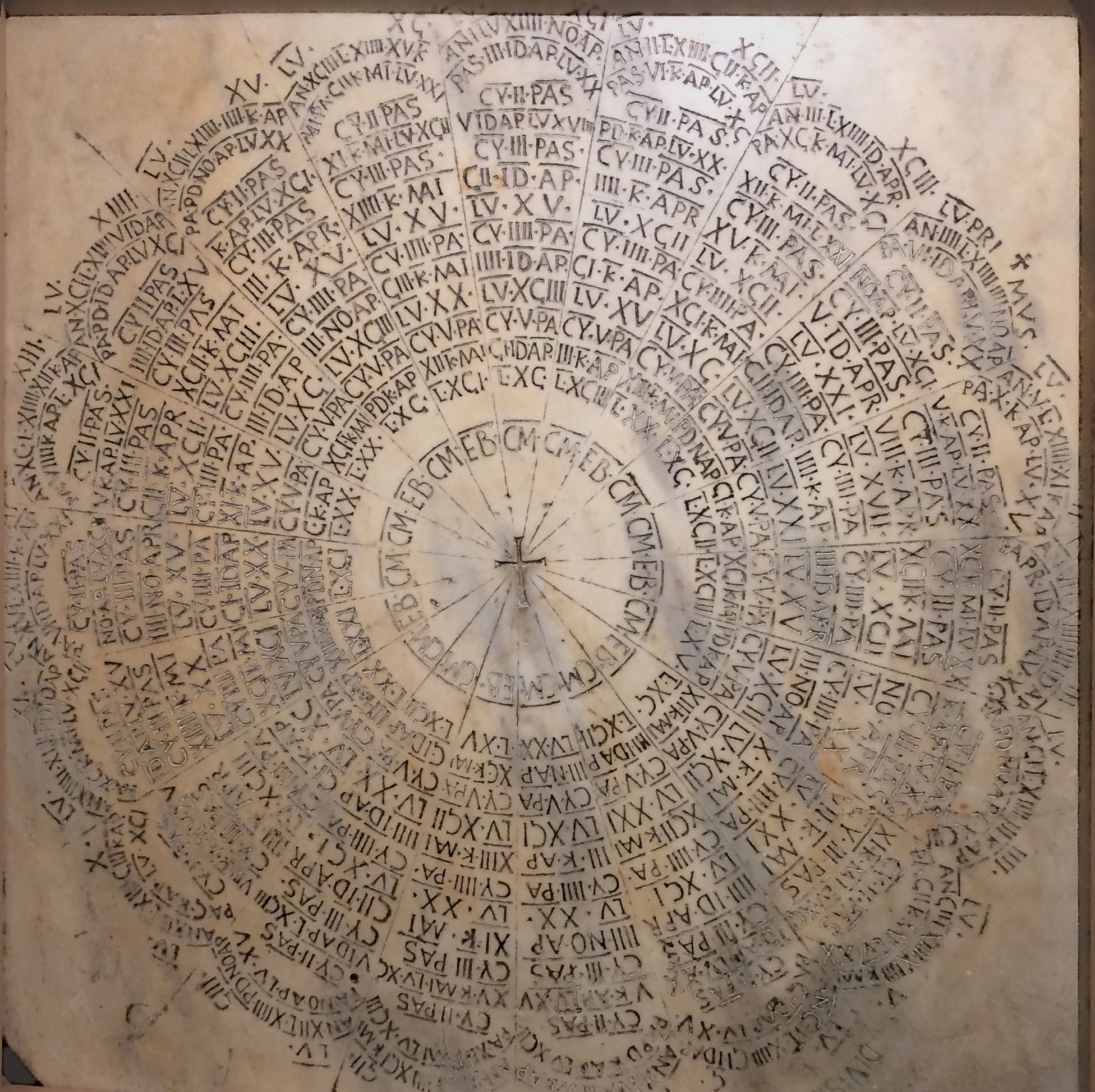
Calendrier pascal à Ravenne pour les années 532-626 avec les chiffres ↅ (6), ↅI (7), ↅII (8), ↅIII (9), etc.

## Représentation informatique
Le chiffre romain six forme tardive peut être représentée avec les caractères Unicode (Formes numérales) suivants :
| formes    | représentations | chaînes de caractères | points de code | descriptions                     |
| --------- | --------------- | --------------------- | -------------- | -------------------------------- |
| majuscule | ↅ               | ↅ                     | U+‎2185         | chiffre romain six forme tardive |